# Všestary (district de Prague-Est)
Pour les articles homonymes, voir Všestary.
Všestary (en allemand : Wschestar) est une commune du district de Prague-Est, dans la région de Bohême-Centrale, en République tchèque. Sa population s'élevait à 921 habitants en 2020.

## Géographie
Všestary se trouve à 5 km au sud-est du centre de Říčany et à 22 km au sud-est de Prague.
La commune est limitée par Světice et Tehov au nord, par Klokočná à l'est, par Mnichovice au sud et par Strančice à l'ouest.

## Histoire
La première mention écrite de la localité date de 1371.